# Prudente de Morais
Prudente José de Morais e Barros (Itu, 4 ottobre 1841 – Piracicaba, 3 dicembre 1902) è stato un avvocato e politico brasiliano repubblicano.
Fu presidente del Brasile dal 15 novembre 1894 al 15 novembre 1898. 
Laureato in Giurisprudenza, ardente repubblicano, deputato dal 1866 al 1889, Morais e Barros aderì nel 1870 al Partido Republicano Paulista (Partito Repubblicano Paulista, PRP), espressione dell'oligarchia dei coltivatori di caffè della provincia di San Paolo. Dopo la caduta della monarchia (15 novembre 1889), fu governatore della provincia San Paolo durante il governo provvisorio (1889-1890), quindi senatore costituente (1890-1891), candidato sconfitto alle elezioni presidenziali del 1891 e presidente del Senato durante la presidenza del maresciallo Floriano Peixoto (1891-1894).
Staccatosi dal PRP e fondato il Partito Repubblicano Federale (PRF), Morais e Barros fu eletto presidente della Repubblica nel 1894, assumendo la carica il 15 novembre dello stesso anno, divenendo il primo civile a ricoprire tale carica. Il suo governo apre la seconda fase della Vecchia Repubblica, detta anche “Repubblica del Caffè”, retta dall'oligarchia dei due principali partiti: il Partito Repubblicano Paulista (PRP), espressione dei coltivatori di caffè del San Paolo, e il Partito Repubblicano Mineiro (PRM), organizzato dai conservatori del Minas Gerais. 
Morais e Barros intraprese una politica più a favore dei coltivatori di caffè, abbandonando alcune delle riforme introdotte dal maresciallo Peixoto, incontrando l'opposizione dei suoi sostenitori (i florianistats). Riuscì a domare la rivoluzione federalista del Rio Grande do Sul, concedendo l'amnistia ai ribelli federalisti, ma dovette affrontare e soffocare una nuova sollevazione contadina di ispirazione monarchica nello Stato di Bahia, la guerra di Canudos (1896-1897). Ammalatosi, dal 10 novembre 1896 al 4 marzo 1897 dovette affidare tutti i poteri al vicepresidente Manoel Vitorino Pereira, che introdusse numerosi florianistas nel governo. 
Riprese le redini del potere, Morais e Barros non riuscì, anche dopo la vittoria sui ribelli di Canudos, a ristabilire l'ordine nel paese e nello stesso PRF, tanto che nel 1897 sfuggì ad un attentato, e decise di proclamare lo stato d'assedio nel Distretto Federale (allora costituito attorno alla città di Rio de Janeiro.
Concluso il mandato presidenziale, Morais e Barros si ritirò a Piracicaba, nello stato di San Paolo, dove esercitò l'avvocatura. Fu membro della Massoneria